# 479

479(사백칠십구)는 478보다 크고 480보다 작은 자연수다.

## 수학
- 92번째 소수(素數)다. 앞의 소수는 467, 다음 소수는 487이다.
  - 17번째 안전 소수(↔ 239)다. 앞의 안전 소수는 467, 다음은 503이다.
- {\displaystyle 479=37+41+43+47+53+59+61+67+71}
  - 연속하는 소수(素數) 9개의 합으로 나타낼 수 있으며, 이 성질을 지닌 앞의 수는 439, 다음 수는 515다.

## 과학
- NGC 479(영어판): 물고기자리 방향에 있는 나선은하.

## 교통
- 일본 479번 국도: 오사카부 도요나카시에서 오사카시 스미노에구까지 이어지는 일본의 국도.
- 현도 제479호선

## 군사
- U-479(영어판): 제2차 세계 대전에 사용된 나치 독일의 군용 잠수함.

## 문화유산
- 대한민국의 보물 제479호: 낙산사 동종 (해제)[a]
- 대한민국의 사적 제479호: 북한산성 행궁지

## 기타
- 연도: 479년, 기원전 479년